# Cigclisula porosa
Cigclisula porosa är en mossdjursart som först beskrevs av Ferdinand Canu och Ray Smith Bassler 1930.  Cigclisula porosa ingår i släktet Cigclisula och familjen Colatooeciidae. Inga underarter finns listade i Catalogue of Life.